# Historisches und ethnografisches Museum Sarny
Das Historische und ethnografische Museum Sarny (ukrainisch Сарненський історико-етнографічний музей) ist ein seit 1974 bestehendes Volkskundemuseum mit Freilichtteil in der ukrainischen Stadt Sarny, Oblast Riwne. 

## Beschreibung
Das Historische und ethnografische Museum Sarny eine Zweigstelle des Regionalmuseums Riwne und besitzt mehr als 7.000 Exponate in den Bereichen Textil, Haushaltswaren, Handwerk und Kunst.
Im Jahr 1978 wurde das Museum durch einen Freilichtteil vergrößert und es wurden folgenden Gebäude errichtet:
- ein einfaches Gehöft
- ein Haus eines armen Bauern
- eine Schmiede
- eine Kapelle aus dem 18. Jahrhundert
- eine Windmühle aus dem Ende des 19. Jahrhunderts

Das Museum stellt Werke lokaler Künstler und Volkskunstschnitzer aus und feiert jedes Jahr im Frühjahr ein Volkskunstfest.